# Бронзографит
Бронзографит — пористый антифрикционный спечённый материал, состоящий из бронзы (медь — основа. олово — 8,5—9 %) и частиц графита (1,5—3 %), равномерно распределенных между кристаллами бронзы. Поры этого материала наполнены маслом. Получают бронзографит методами порошковой металлургии. Из бронзографита изготовляют втулки для подшипников скольжения. Наличие масла в порах материала позволяет применять подшипники во многих случаях без принудительной смазки.